# Polyphyllia talpina
Polyphyllia talpina är en korallart som först beskrevs av Jean-Baptiste Lamarck 1801.  Polyphyllia talpina ingår i släktet Polyphyllia och familjen Fungiidae. IUCN kategoriserar arten globalt som livskraftig. Inga underarter finns listade i Catalogue of Life.